# Albert Defant
Albert Joseph Maria Defant, né le 12 juillet 1884 à Trente et mort le 24 décembre 1974 à Innsbruck, est un météorologue, océanographe et climatologue autrichien. 
Il a publié des ouvrages fondamentaux sur la physique de l'atmosphère et des océans et est considéré comme l'un des fondateurs de l'océanographie physique.

## Biographie
Albert Defant est né à Trente alors que celle-ci faisait alors partie de l'empire austro-hongrois. Il étudie dans des écoles de Trient et d'Innsbruck, puis, à partir de 1902, apprend les mathématiques, la physique et la géophysique à l'Université d'Innsbruck,. Il obtient un doctorat à l'Université d'Innsbruck en 1906 avec une thèse sur la taille des gouttes de pluie. Il commence à travailler à la Zentralanstalt für Meteorologie und Geodynamik (Institut central de météorologie et de géodynamique) à Vienne, en 1907. Il obtient une habilitation à l'Université de Vienne en 1909 avec une thèse sur les changements du niveau d'eau du lac de Garde.
Defant est resté au Zentralanstalt jusqu'en 1918, travaillant principalement sur des problèmes de physique atmosphérique, en particulier dans les chaînes de montagnes. Il a également acquis de l'expérience dans la prévision météorologique appliquée. Au cours des dernières années de cette période, il s'est principalement concentré sur la circulation atmosphérique à grande échelle et sur les changements de niveau d'eau dans les lacs et les mers adjacentes, en particulier les marées et les seiches.
Professeur de physique cosmique (correspondant à la météorologie et à la géophysique) à l'Université d'Innsbruck de 1919 à 1926, il démontre que des structures à grande échelle dans l'atmosphère peuvent fournir un transport de chaleur méridien des latitudes tropicales aux hautes latitudes,,.  
Considéré comme un expert du phénomène des marées, il est invité à participer à deux croisières du navire hydrographique allemand Panther en mer du Nord en 1925 et 1926. 
Professeur d'océanographie à la Friedrich-Wilhelms-Universität (plus tard l'Université Humboldt), il est le directeur de l'Institut et Musée des sciences marines à Berlin de 1926 à 1945. Cet institut était la principale institution de recherche marine en Allemagne à cette époque.
L'expédition allemande Meteor (1925-1926) est lancée en 1925. Le scientifique en chef Alfred Merz meurt à Buenos Aires en 1925, et Albert Defant reprend la tâche de Merz de 1926 à 1927. 
Ses travaux ultérieurs à Berlin se sont concentrés sur la physique de l'océan, en particulier sur l'océan supérieur et sa frontière avec l'atmosphère. Les relations internationales étaient importantes pour lui, en particulier pour les scientifiques scandinaves. Ces contacts ont été interrompus par la Seconde Guerre mondiale. Defant est resté à Berlin jusqu'à ce que les attentats à la bombe arrêtent les travaux scientifiques. La bibliothèque de l'institut est évacuée à Wunsiedel, dans le centre de l'Allemagne, et Defant enseigne alors à Vienne et travaille scientifiquement à Wunsiedel jusqu'à la fin de la Guerre. 
L'Université d'Innsbruck lui offre la chaire de météorologie et de géophysique en 1945, et est professeur et directeur de l'Institut de météorologie et de géophysique de l'Université d'Innsbruck jusqu'en 1955. Il est invité à l'Institut d'océanographie Scripps de l'Université de Californie à San Diego en 1949-1950 et est Rektor (président) de l'Université d'Innsbruck en 1950-1951. 
Après sa retraite en 1955, il travaille à plusieurs reprises comme professeur invité, de 1952 à 1956 à l'Université de Hambourg, en Allemagne, et de 1956 à 1958 à l'Université libre de Berlin. Entre ces séjours, il a également été accueilli par l'Institut suédois de météorologie et d'hydrologie suédois à Stockholm, en Suède, en 1957-1958. 

### Famille
Il a épousé Maria Krepper en 1909 et le couple a eu trois enfants. Le météorologue Friedrich Defant est son fils. Sa femme est décédée en 1949 et il a ensuite épousé Maria Theresia Schletterer en 1952.

## Récompenses et distinctions
- 1912 : « Prix Haitinger » de l'Académie autrichienne des sciences, Vienne, Autriche[1]
- 1917 : Décoration nationale en or décernée pour services rendus à la communauté, Vienne, Autriche
- 1928 : Alfred Ackermann-Teubner Memorial Medal promouvant les sciences mathématiques, Leipzig, Allemagne)[11]
- 1932 : Médaille Vega de la Société suédoise d'anthropologie et de géographie, Stockholm, Suède[1]
- 1933 : Médaille Alexander-Agassiz de la National Academy of Sciences à Washington
- 1935 : Galathea Medaillon de la Société royale de géographie du Danemark, Copenhague, Danemark[11]
- 1943 : Prix Arrhenius de l'Université de Leipzig, Allemagne[11]
- 1947 : Anneau d'honneur de la Société autrichienne de la Ligue des Nations unies, Vienne, Autriche[12]
- 1956 : Médaille Emil Wiechert de la Société géophysique allemande.
- 1957 : Docteur honoraire à l'Université libre de Berlin[11]
- 1962 : Ordre Pour le Mérite pour les sciences et les arts, Allemagne[11]
- 1963 : Médaille Joachim Jungius, Joachim-Jungius Society of Sciences, Hambourg, Allemagne[1]
- 1974 : Golden Anniversary Medal, Université d'Innsbruck, Autriche[12]
- 1974 : Médaille d'honneur autrichienne pour la science et l'art, Vienne, Autriche[11]
- 1975 : (posthume) Médaille d'or d'honneur de la Société océanographique du Japon, Tokyo[12].

### Membres honoraires
- 1926 : Société des sciences naturelles et de médecine, Innsbruck, Autriche
- 1939 : Société géographique de Poméranie, Greifswald, Allemagne[11]
- 1939 : Société géographique russe, Leningrad, Russie[11]
- 1939 : Royal Dutch Geographical Society (en), Amsterdam, Pays-Bas[11]
- 1949 : Académie des sciences de New York, États-Unis[11]
- 1956 : Commission scientifique allemande pour la recherche marine[11]

## Publications
On lui doit 222 articles et 12 ouvrages dont :
- 1922 : Die meridionale Temperaturverteilung auf der Erde und der Massenaustausch zwischen Äquator und Pol. Meteor. Z.
- 1926 : Wetter und Wettervorhersage. Fr. Deutike, Wien, erste Auflage 1918, zweite Auflage
- 1928 : Lufthülle und Klima. Enzyklopädie der Erdkunde